# Saison 2013-2014 du Cardiff City FC
Maillots
Chronologie
Saison précédente Saison suivante
Cette saison 2013-2014 marque l'apparition de Cardiff City en Premier League. C'est en effet leur première saison dans l'élite depuis 51 ans. Cette saison met aussi fin à 10 années en Championship.

## Effectif
NB: La nationalité indiquée est la nationalité sportive, les joueurs peuvent en avoir d'autres. L'âge est celui du joueur en début de saison (au premier match de championnat le 17 août). 
| No.                | Joueur                    | Nationalité | Lieu de naissance   | Date de naissance          | Vient de               | Arrivé le         | Montant         | Fin du contrat |
| ------------------ | ------------------------- | ----------- | ------------------- | -------------------------- | ---------------------- | ----------------- | --------------- | -------------- |
| Gardiens de but    |                           |             |                     |                            |                        |                   |                 |                |
| 1                  | David Marshall            |             | Glasgow             | 5 mars 1985 (28 ans)       | Norwich City           | 12 mai 2009       | 500 000 £       | 30 juin 2018   |
| 32                 | Joe Lewis                 |             | Bury St Edmunds     | 6 octobre 1987 (25 ans)    | Peterborough United    | 1er juillet 2012  | Libre           | 30 juin 2015   |
| 33                 | Simon Moore               |             | Sandown             | 19 mai 1990 (23 ans)       | Brentford              | 29 juillet 2013   | 150 000 £       | 30 juin 2017   |
| Défenseurs         |                           |             |                     |                            |                        |                   |                 |                |
| 2                  | Matthew Connolly          |             | Barnet              | 24 septembre 1987 (25 ans) | Queens Park Rangers    | 22 août 2012      | 500 000 £       | 30 juin 2015   |
| 3                  | Andrew Taylor             |             | Hartlepool          | 1er août 1986 (27 ans)     | Middlesbrough          | 4 juillet 2011    | Libre           | 30 juin 2016   |
| 4                  | Steven Caulker            |             | Londres             | 29 décembre 1991 (21 ans)  | Tottenham Hotspur      | 31 juillet 2013   | 8 000 000 £     | 30 juin 2017   |
| 5                  | Mark Hudson               |             | Guildford           | 30 mars 1982 (31 ans)      | Charlton Athletic      | 2 juillet 2009    | 1 075 000 £     | 30 juin 2015   |
| 6                  | Ben Turner                |             | Birmingham          | 21 août 1988 (24 ans)      | Coventry City          | 31 août 2011      | 750 000 £       | 30 juin 2016   |
| 12                 | John Brayford             |             | Stoke-on-Trent      | 29 décembre 1987 (25 ans)  | Derby County           | 26 juillet 2013   | 1 500 000 £     | 30 juin 2017   |
| 25                 | Kevin McNaughton          |             | Dundee              | 28 août 1982 (30 ans)      | Aberdeen               | 26 mai 2006       | Libre           | 30 juin 2015   |
| 27                 | Juan Cala                 |             | Lebrija             | 26 novembre 1989 (23 ans)  | Séville                | 7 février 2014    | Libre           | 30 juin 2016   |
| 28                 | Kévin Théophile-Catherine |             | Saint-Brieuc        | 28 octobre 1989 (23 ans)   | Rennes                 | 31 août 2013      | 2 100 000 £     | 30 juin 2017   |
| 30                 | Maximiliano Amondarain    |             | Montevideo          | 22 janvier 1993 (20 ans)   | Nacional               | 30 août 2013      | Libre           | 30 juin 2017   |
| 31                 | Ben Nugent                |             | Welwyn Garden City  | 23 juillet 1993 (20 ans)   | Centre de formation    | 1er juillet 2012  | Premier contrat | 30 juin 2016   |
| 35                 | Fábio                     |             | Rio de Janeiro      | 9 juillet 1990 (23 ans)    | Manchester United      | 29 janvier 2014   | Secret          | 30 juin 2016   |
| 41                 | Adedeji Oshilaja          |             | Lambeth             | 23 février 1993 (20 ans)   | Centre de formation    | 1er juillet 2012  | Premier contrat | Secret         |
| 42                 | Declan John               |             | Merthyr Tydfil      | 30 juillet 1995 (18 ans)   | Centre de formation    | 1er juillet 2013  | Premier contrat | 30 juin 2018   |
| Milieux de terrain |                           |             |                     |                            |                        |                   |                 |                |
| 7                  | Peter Whittingham         |             | Nuneaton            | 8 septembre 1984 (28 ans)  | Aston Villa            | 11 janvier 2007   | 350 000 £       | 30 juin 2015   |
| 8                  | Gary Medel                |             | Santiago            | 3 août 1987 (26 ans)       | Séville                | 10 août 2013      | 9 500 000 £     | 30 juin 2017   |
| 13                 | Kim Bo-kyung              |             | Gurye               | 6 octobre 1989 (23 ans)    | Cerezo Osaka           | 27 juillet 2012   | 2 000 000 £     | 30 juin 2015   |
| 15                 | Magnus Wolff Eikrem       |             | Molde               | 8 août 1990 (23 ans)       | Heerenveen             | 8 janvier 2014    | 2 000 000 £     | 30 juin 2016   |
| 16                 | Craig Noone               |             | Kirkby              | 17 novembre 1987 (25 ans)  | Brighton & Hove Albion | 30 août 2012      | 1 000 000 £     | 30 juin 2016   |
| 17                 | Aron Gunnarsson           |             | Akureyri            | 22 avril 1988 (25 ans)     | Coventry City          | 8 juillet 2011    | 350 000 £       | 30 juin 2016   |
| 18                 | Jordon Mutch              |             | Alvaston            | 2 décembre 1991 (21 ans)   | Birmingham City        | 22 juin 2012      | 2 000 000 £     | 30 juin 2015   |
| 19                 | Don Cowie                 |             | Inverness           | 15 février 1983 (30 ans)   | Watford                | 1er juillet 2011  | Libre           | 30 juin 2014   |
| 21                 | Joe Ralls                 |             | Aldershot           | 13 octobre 1992 (20 ans)   | Centre de formation    | 30 septembre 2011 | Premier contrat | 30 juin 2015   |
| 24                 | Simon Lappin              |             | Glasgow             | 25 janvier 1983 (30 ans)   | Norwich City           | 29 janvier 2013   | Libre           | 30 juin 2014   |
| 26                 | Filip Kiss                |             | Dunajská Streda     | 13 octobre 1990 (22 ans)   | Slovan Bratislava      | 1er juillet 2012  | 500 000 £       | 30 juin 2016   |
| 29                 | Mats Møller Dæhli         |             | Oslo                | 2 mars 1995 (18 ans)       | Molde                  | 11 janvier 2014   | Secret          | 30 juin 2016   |
| 36                 | Wilfried Zaha             |             | Abidjan             | 10 novembre 1992 (20 ans)  | Manchester United      | 31 janvier 2014   | Prêt            | 31 mai 2014    |
| 40                 | Kadeem Harris             |             | Westminster         | 29 mai 1993 (20 ans)       | Wycombe Wanderers      | 30 juin 2012      | 150 000 £       | 30 juin 2015   |
| 45                 | Theo Warthon              |             | Cwmbran             | 15 novembre 1994 (18 ans)  | Centre de formation    | 12 mars 2012      | Premier contrat | Secret         |
| Attaquants         |                           |             |                     |                            |                        |                   |                 |                |
| 9                  | Kenwyne Jones             |             | Point Fortin        | 5 octobre 1984 (28 ans)    | Stoke City             | 28 janvier 2014   | Echange         | 30 juin 2015   |
| 10                 | Fraizer Campbell          |             | Huddersfield        | 13 septembre 1987 (25 ans) | Sunderland             | 21 janvier 2013   | 650 000 £       | 30 juin 2016   |
| 14                 | Tommy Smith               |             | Hemel Hempstead     | 22 mai 1980 (33ans)        | Queens Park Rangers    | 24 août 2012      | 300 000 £       | 30 juin 2014   |
| 20                 | Joe Mason                 |             | Plymouth            | 13 mai 1991 (22 ans)       | Plymouth Argyle        | 10 juillet 2011   | 250 000 £       | 30 juin 2016   |
| 23                 | Nicky Maynard             |             | Winsford            | 11 décembre 1986 (26 ans)  | West Ham United        | 31 août 2012      | 2 500 000 £     | 30 juin 2015   |
| 34                 | Jo Inge Berget            |             | Oslo                | 11 septembre 1990 (22 ans) | Molde                  | 24 janvier 2014   | Secret          | 30 juin 2016   |
| 39                 | Craig Bellamy             |             | Cardiff             | 13 juillet 1979 (34 ans)   | Liverpool              | 10 août 2012      | Libre           | 30 juin 2014   |
| 46                 | Rhys Healey               |             | Manchester          | 6 décembre 1994 (18 ans)   | Gap Connah's Quay      | 28 janvier 2013   | 25 000 £        | 30 juin 2015   |
| --                 | Etien Velikonja           |             | Šempeter pri Gorici | 26 décembre 1988 (24 ans)  | Maribor                | 25 juillet 2012   | 1 574 373 £     | 30 juin 2016   |

### Statistiques
Les nombres indiqués avant le "+" sont les titularisations et les nombres indiqués après sont les entrées en cours de match.
| No.                                               | Poste | Joueur                                      | Total       | Total | Premier League | Premier League | Coupe d'Angleterre | Coupe d'Angleterre | Coupe de la Ligue | Coupe de la Ligue |
| No.                                               | Poste | Joueur                                      | Apparitions | Buts  | Apparitions    | Buts           | Apparitions        | Buts               | Apparitions       | Buts              |
| ------------------------------------------------- | ----- | ------------------------------------------- | ----------- | ----- | -------------- | -------------- | ------------------ | ------------------ | ----------------- | ----------------- |
| 1                                                 | G     | David Marshall                              | 40          | 0     | 37             | 0              | 3                  | 0                  | 0                 | 0                 |
| 2                                                 | D     | Matthew Connolly                            | 4           | 0     | 3              | 0              | 0                  | 0                  | 1                 | 0                 |
| 3                                                 | D     | Andrew Taylor                               | 19          | 0     | 18             | 0              | 1                  | 0                  | 0                 | 0                 |
| 4                                                 | D     | Steven Caulker                              | 39          | 5     | 38             | 5              | 1                  | 0                  | 0                 | 0                 |
| 5                                                 | D     | Mark Hudson                                 | 6           | 0     | 2              | 0              | 2                  | 0                  | 2                 | 0                 |
| 6                                                 | D     | Ben Turner                                  | 32+1        | 0     | 30+1           | 0              | 2                  | 0                  | 0                 | 0                 |
| 7                                                 | M     | Peter Whittingham                           | 32+2        | 3     | 30+2           | 3              | 2                  | 0                  | 0                 | 0                 |
| 8                                                 | M     | Gary Medel                                  | 35          | 0     | 34             | 0              | 1                  | 0                  | 0                 | 0                 |
| 9                                                 | A     | Kenwyne Jones                               | 6+5         | 1     | 6+5            | 1              | 0                  | 0                  | 0                 | 0                 |
| 10                                                | A     | Fraizer Campbell                            | 33+7        | 9     | 32+5           | 6              | 1+2                | 3                  | 0                 | 0                 |
| 13                                                | M     | Kim Bo-kyung                                | 25+8        | 1     | 21+7           | 2+1            | 0                  | 0                  | 0                 | 0                 |
| 14                                                | A     | Tommy Smith                                 | 1+2         | 0     | 0              | 0              | 0+1                | 0                  | 1+1               | 0                 |
| 15                                                | M     | Magnus Wolff Eikrem                         | 3+5         | 0     | 1+5            | 0              | 2                  | 0                  | 0                 | 0                 |
| 16                                                | M     | Craig Noone                                 | 15+8        | 3     | 13+5           | 1              | 0+3                | 1                  | 2                 | 1                 |
| 17                                                | M     | Aron Gunnarsson                             | 19+6        | 1     | 17+6           | 1              | 2                  | 0                  | 0                 | 0                 |
| 18                                                | M     | Jordon Mutch                                | 28+9        | 7     | 26+9           | 7              | 0                  | 0                  | 2                 | 0                 |
| 19                                                | M     | Don Cowie                                   | 13+9        | 0     | 10+8           | 0              | 1+1                | 0                  | 2                 | 0                 |
| 20                                                | A     | Joe Mason                                   | 2+1         | 0     | 0              | 0              | 1                  | 0                  | 1+1               | 0                 |
| 24                                                | M     | Simon Lappin                                | 0           | 0     | 0              | 0              | 0                  | 0                  | 0                 | 0                 |
| 25                                                | D     | Kevin McNaughton                            | 6+3         | 0     | 3+2            | 0              | 2                  | 0                  | 1+1               | 0                 |
| 27                                                | D     | Juan Cala                                   | 8           | 2     | 7              | 2              | 1                  | 0                  | 0                 | 0                 |
| 28                                                | D     | Kévin Théophile-Catherine                   | 27+2        | 0     | 25+2           | 0              | 2                  | 0                  | 0                 | 0                 |
| 29                                                | M     | Mats Møller Dæhli                           | 6+9         | 1     | 5+8            | 1              | 1+1                | 0                  | 0                 | 0                 |
| 30                                                | D     | Maximiliano Amondarain                      | 0           | 0     | 0              | 0              | 0                  | 0                  | 0                 | 0                 |
| 32                                                | G     | Joe Lewis                                   | 3           | 0     | 1              | 0              | 0                  | 0                  | 2                 | 0                 |
| 34                                                | A     | Jo Inge Berget                              | 1+1         | 0     | 0+1            | 0              | 1                  | 0                  | 0                 | 0                 |
| 35                                                | D     | Fábio                                       | 13          | 0     | 13             | 0              | 0                  | 0                  | 0                 | 0                 |
| 36                                                | M     | Wilfried Zaha (prêté par Manchester United) | 6+7         | 0     | 5+7            | 0              | 1                  | 0                  | 0                 | 0                 |
| 37                                                | D     | Thomas James                                | 0+1         | 0     | 0+1            | 0              | 0                  | 0                  | 0                 | 0                 |
| 39                                                | A     | Craig Bellamy                               | 13+10       | 2     | 13+10          | 2              | 0                  | 0                  | 0                 | 0                 |
| 40                                                | M     | Kadeem Harris                               | 0           | 0     | 0              | 0              | 0                  | 0                  | 0                 | 0                 |
| 41                                                | D     | Adedeji Oshilaja                            | 0           | 0     | 0              | 0              | 0                  | 0                  | 0                 | 0                 |
| 42                                                | D     | Declan John                                 | 16+4        | 0     | 13+4           | 0              | 1                  | 0                  | 2                 | 0                 |
| 46                                                | A     | Rhys Healey                                 | 0+1         | 0     | 0+1            | 0              | 0                  | 0                  | 0                 | 0                 |
| Joueurs ayant quitté le club en cours de saison : |       |                                             |             |       |                |                |                    |                    |                   |                   |
| 9                                                 | A     | Andreas Cornelius                           | 3+8         | 0     | 0+8            | 0              | 2                  | 0                  | 1                 | 0                 |
| 11                                                | A     | Peter Odemwingie                            | 13+4        | 2     | 11+4           | 1              | 1                  | 0                  | 1                 | 1                 |
| 15                                                | A     | Rudy Gestede                                | 0+6         | 1     | 0+4            | 0              | 0                  | 0                  | 0+2               | 1                 |
| 22                                                | M     | Craig Conway                                | 0+1         | 0     | 0              | 0              | 0                  | 0                  | 0+1               | 0                 |

### Capitaines
| No. | Poste | Nom            | Pays | Nb |
| --- | ----- | -------------- | ---- | -- |
| 4   | D     | Steven Caulker |      | 34 |
| 5   | D     | Mark Hudson    |      | 6  |
| 39  | A     | Craig Bellamy  |      | 4  |

Nb: nombre de matches débutés en tant que capitaine

### Discipline
| No.   | Poste | Joueur                                      | Total  | Total        | Premier League | Premier League | Coupe d'Angleterre | Coupe d'Angleterre | Coupe de la Ligue | Coupe de la Ligue |
| No.   | Poste | Joueur                                      | Averti | Carton rouge | Averti         | Carton rouge   | Averti             | Carton rouge       | Averti            | Carton rouge      |
| ----- | ----- | ------------------------------------------- | ------ | ------------ | -------------- | -------------- | ------------------ | ------------------ | ----------------- | ----------------- |
| 1     | G     | David Marshall                              | 2      | 0            | 2              | 0              | 0                  | 0                  | 0                 | 0                 |
| 2     | D     | Matthew Connolly                            | 2      | 0            | 2              | 0              | 0                  | 0                  | 0                 | 0                 |
| 4     | D     | Steven Caulker                              | 1      | 0            | 1              | 0              | 0                  | 0                  | 0                 | 0                 |
| 5     | D     | Mark Hudson                                 | 1      | 0            | 0              | 0              | 1                  | 0                  | 0                 | 0                 |
| 6     | D     | Ben Turner                                  | 5      | 0            | 5              | 0              | 0                  | 0                  | 0                 | 0                 |
| 7     | M     | Peter Whittingham                           | 3      | 0            | 3              | 0              | 0                  | 0                  | 0                 | 0                 |
| 8     | M     | Gary Medel                                  | 6      | 0            | 6              | 0              | 0                  | 0                  | 0                 | 0                 |
| 10    | A     | Fraizer Campbell                            | 5      | 0            | 4              | 0              | 1                  | 0                  | 0                 | 0                 |
| 11    | A     | Peter Odemwingie                            | 1      | 0            | 1              | 0              | 0                  | 0                  | 0                 | 0                 |
| 13    | M     | Kim Bo-kyung                                | 5      | 0            | 4              | 0              | 1                  | 0                  | 0                 | 0                 |
| 16    | M     | Craig Noone                                 | 2      | 0            | 2              | 0              | 0                  | 0                  | 0                 | 0                 |
| 17    | M     | Aron Gunnarsson                             | 2      | 0            | 1              | 0              | 1                  | 0                  | 0                 | 0                 |
| 18    | M     | Jordon Mutch                                | 5      | 0            | 5              | 0              | 0                  | 0                  | 0                 | 0                 |
| 19    | M     | Don Cowie                                   | 2      | 0            | 2              | 0              | 0                  | 0                  | 0                 | 0                 |
| 22    | M     | Craig Conway                                | 1      | 0            | 0              | 0              | 0                  | 0                  | 1                 | 0                 |
| 27    | D     | Juan Cala                                   | 3      | 1            | 3              | 1              | 0                  | 0                  | 0                 | 0                 |
| 28    | D     | Kévin Théophile-Catherine                   | 3      | 0            | 3              | 0              | 0                  | 0                  | 0                 | 0                 |
| 35    | D     | Fábio                                       | 2      | 0            | 2              | 0              | 0                  | 0                  | 0                 | 0                 |
| 36    | M     | Wilfried Zaha (prêté par Manchester United) | 1      | 0            | 1              | 0              | 0                  | 0                  | 0                 | 0                 |
| 39    | A     | Craig Bellamy                               | 3      | 0            | 3              | 0              | 0                  | 0                  | 0                 | 0                 |
| Total | Total | Total                                       | 55     | 1            | 50             | 1              | 4                  | 0                  | 1                 | 0                 |

## Transferts

### Arrivées
Sur l'ensemble des marchés des transferts de la saison 2013-2014 (été 2013/hiver 2014), le club a dépensé plus de 40 millions d'euros pour ses recrues, dépassant son montant record de transfert, tout d'abord pour Cornelius puis le dépassant à nouveau pour Caulker avant de l'établir à 13 millions d'euros en s'octroyant les services du milieu chilien Gary Medel.
| Date             | Poste | Joueur                    | Nationalité | Âge | Depuis               | Montant du transfert | Durée            | Référence |
| 1er juillet 2013 | A     | Andreas Cornelius         |             | 20  | Copenhague           | 8,85 M€              | 5 ans            | BBC       |
| 26 juillet 2013  | D     | John Brayford             |             | 25  | Derby County         | 1,75 M€              | 4 ans            | BBC       |
| 29 juillet 2013  | G     | Simon Moore               |             | 23  | Brentford            | 175 000 €            | 4 ans            | DailyMail |
| 31 juillet 2013  | D     | Steven Caulker            |             | 21  | Tottenham Hotspur    | 9,45 M€              | 4 ans            | BBC       |
| 10 août 2013     | M     | Gary Medel                |             | 26  | Séville              | 13M €                | 4 ans            | BBC       |
| 30 août 2013     | D     | Maximiliano Amondarain    |             | 20  | Libre                | Libre                | 4 ans            | BBC       |
| 31 août 2013     | D     | Kévin Théophile-Catherine |             | 23  | Stade Rennais        | 2,45 M€              | 4 ans            | 10sport   |
| 2 septembre 2013 | A     | Peter Odemwingie          |             | 32  | West Bromwich Albion | 2,65 M€              | 2 ans            | BBC       |
| 8 janvier 2014   | M     | Magnus Eikrem             |             | 23  | Heerenveen           | Secret               | 2 ans ½          | BBC       |
| 11 janvier 2014  | M     | Mats Møller Dæhli         |             | 18  | Molde                | Secret               | 2 ans ½          | BBC       |
| 24 janvier 2014  | A     | Jo Inge Berget            |             | 23  | Molde                | Secret               | 2 ans ½          | BBC       |
| 27 janvier 2014  | A     | Kenwyne Jones             |             | 29  | Stoke City           | Echange              | 1 an ½           | BBC       |
| 27 janvier 2014  | D     | Fábio                     |             | 23  | Manchester United    | Secret               | 2 ans ½          | BBC       |
| 27 janvier 2014  | M     | Wilfried Zaha             |             | 21  | Manchester United    | Prêt                 | Fin de la saison | BBC       |
| 1er février 2014 | D     | Juan Cala                 |             | 24  | Séville              | Fin de contrat       | 2 ans ½          | BBC       |

### Départs
| Date              | Poste | Joueur            | Nationalité | Âge | Vers                | Montant du transfert | Durée   | Référence   |
| 15 août 2013      | A     | Jesse Darko       |             | 20  | Episkopi            | Libre                | 3 ans   | Goal        |
| --                | A     | Heiðar Helguson   |             | 35  |                     | Retraite             | --      |             |
| 26 juillet 2013   | G     | Elliot Parish     |             | 23  | Bristol City        | Libre                | 2 ans   | BBC         |
| août 2013         | A     | Nathaniel Jarvis  |             | 21  | Brackley Town       | Libre                | --      |             |
| 20 septembre 2013 | M     | Stephen McPhail   |             | 33  | Sheffield Wednesday | Libre                | --      | BBC         |
| 2 janvier 2014    | A     | Rudy Gestede      |             | 25  | Blackburn Rovers    | Secret               | 3 ans ½ | BBC         |
| 27 janvier 2014   | A     | Peter Odemwingie  |             | 32  | Stoke City          | Echange              | 1 an ½  | BBC         |
| 29 janvier 2014   | A     | Andreas Cornelius |             | 20  | Copenhague          | Secret               | --      | WalesOnline |
| 31 janvier 2014   | M     | Craig Conway      |             | 28  | Blackburn Rovers    | Secret               | 2 ans ½ | BBC         |

### Joueurs prêtés
| Poste | Joueur           | Nationalité | Âge | Vers                   | Date              | Fin              |
| D     | Ben Nugent       |             | 20  | Brentford              | 1er août 2013     | 5 janvier 2014   |
| M     | Joe Ralls        |             | 20  | Yeovil Town            | 14 août 2013      | 31 mai 2014      |
| M     | Craig Conway     |             | 28  | Brighton & Hove Albion | 13 septembre 2013 | 14 décembre 2013 |
| D     | Kevin McNaughton |             | 31  | Bolton Wanderers       | 27 septembre 2013 | 1er janvier 2014 |
| D     | Simon Lappin     |             | 30  | Sheffield United       | 4 octobre 2013    | 1er janvier 2014 |
| M     | Kadeem Harris    |             | 20  | Brentford              | 18 octobre 2013   | 1er janvier 2014 |
| D     | Adedeji Oshilaja |             | 20  | Newport County         | 31 octobre 2013   | 6 janvier 2014   |
| A     | Rudy Gestede     |             | 25  | Blackburn Rovers       | 26 novembre 2013  | 1er janvier      |
| A     | Joe Mason        |             | 21  | Bolton Wanderers       | 27 novembre 2013  | 2 janvier 2014   |
| M     | Filip Kiss       |             | 23  | Ross County            | 8 janvier 2014    | 31 mai 2014      |
| A     | Nicky Maynard    |             | 27  | Wigan Athletic         | 16 janvier 2014   | 31 mai 2014      |
| D     | John Brayford    |             | 26  | Sheffield United       | 24 janvier 2014   | 31 mai 2014      |
| G     | Simon Moore      |             | 24  | Bristol City           | 29 janvier 2014   | 31 mai 2014      |
| A     | Etien Velikonja  |             | 25  | Rio Ave                | Janvier 2014      | 31 mai 2014      |
| D     | Adedeji Oshilaja |             | 21  | Sheffield United       | 7 février 2014    | 12 mars 2014     |
| D     | Ben Nugent       |             | 20  | Peterborough United    | 13 février 2014   | 31 mai 2014      |
| A     | Joe Mason        |             | 22  | Bolton Wanderers       | 20 février 2014   | 12 avril 2014    |

## Résultats

### Pré-saison
| 24 juillet 2013 | Forest Green Rovers                   | 3-4 | Cardiff City                                                     |              |              |
| 19:45 BST       | Norwood 44e · Wright 56e · Taylor 77e |     | Cornelius 21e · Maynard 34e · Whittingham 47e (pen.) · Noone 73e | The New Lawn | The New Lawn |

| 27 juillet 2013 | Cheltenham Town | 1-1 | Cardiff City |                                   |                                   |
| 15:00 BST       | Troy Brown 8e   |     | Bo-kyung     | Abbey Stadium Spectateurs : 2 561 | Abbey Stadium Spectateurs : 2 561 |

| 30 juillet 2013 | Brentford                         | 3-2 | Cardiff City                |                                  |                                  |
| 19:45 BST       | McAleny 44e, 47e · Paul Hayes 88e |     | Bo-Kyung 12e · Campbell 14e | Griffin Park Spectateurs : 2 954 | Griffin Park Spectateurs : 2 954 |

| 3 août 2013 | Cardiff City | 1-0 | Chievo Vérone |                                                                         |                                                                         |
| 15:00 BST   | Bo-kyung 57e |     |               | Cardiff City Stadium Spectateurs : 7 097 Arbitrage : Bryn Markham-Jones | Cardiff City Stadium Spectateurs : 7 097 Arbitrage : Bryn Markham-Jones |

| 10 août 2013 | Cardiff City                   | 2-1 | Athletic Bilbao |                                           |                                           |
| 15:00 BST    | Whittingham 45e · Campbell 52e |     | Iraola 56e      | Cardiff City Stadium Spectateurs : 10 381 | Cardiff City Stadium Spectateurs : 10 381 |

### Premier League
| 17 août 2013 | West Ham United      | 2-0 | Cardiff City |                                                            |                                                            |
| 15:00 BST    | Cole 13e · Nolan 76e |     | Connolly 26e | Boleyn Ground Spectateurs : 34 977 Arbitrage : Howard Webb | Boleyn Ground Spectateurs : 34 977 Arbitrage : Howard Webb |
| 15:00 BST    | Rapport              |     |              | Boleyn Ground Spectateurs : 34 977 Arbitrage : Howard Webb | Boleyn Ground Spectateurs : 34 977 Arbitrage : Howard Webb |

| 25 août 2013 | Cardiff City                       | 3-2 | Manchester City           |                                                                   |                                                                   |
| 16:00 BST    | Gunnarsson 60e · Campbell 79e, 87e |     | Džeko 52e · Negredo 90+2e | Cardiff City Stadium Spectateurs : 27 068 Arbitrage : Lee Probert | Cardiff City Stadium Spectateurs : 27 068 Arbitrage : Lee Probert |
| 16:00 BST    | Rapport                            |     |                           | Cardiff City Stadium Spectateurs : 27 068 Arbitrage : Lee Probert | Cardiff City Stadium Spectateurs : 27 068 Arbitrage : Lee Probert |

| 31 août 2013 | Cardiff City | 0-0 | Everton     |                                                                      |                                                                      |
| 15:00 BST    | Connolly 49e |     | Barkley 38e | Cardiff City Stadium Spectateurs : 27 344 Arbitrage : Anthony Taylor | Cardiff City Stadium Spectateurs : 27 344 Arbitrage : Anthony Taylor |
| 15:00 BST    | Rapport      |     |             | Cardiff City Stadium Spectateurs : 27 344 Arbitrage : Anthony Taylor | Cardiff City Stadium Spectateurs : 27 344 Arbitrage : Anthony Taylor |

| 14 septembre 2013 | Hull City        | 1-1 | Cardiff City                                |                                                           |                                                           |
| 15:00 BST         | Davies 40e 90+2e |     | Campbell 20e · Turner 54e · Whittingham 59e | KC Stadium Spectateurs : 21 949 Arbitrage : Robert Madley | KC Stadium Spectateurs : 21 949 Arbitrage : Robert Madley |
| 15:00 BST         | Rapport          |     |                                             | KC Stadium Spectateurs : 21 949 Arbitrage : Robert Madley | KC Stadium Spectateurs : 21 949 Arbitrage : Robert Madley |

| 22 septembre 2013 | Cardiff City | 0-1 | Tottenham Hotspur                                                      |                                                                        |                                                                        |
| 16:00 BST         | Turner 63e   |     | Walker 7e · Townsend 47e · Dawson 70e · Paulinho 90+2e · Soldado 90+4e | Cardiff City Stadium Spectateurs : 27 815 Arbitrage : Mark Clattenburg | Cardiff City Stadium Spectateurs : 27 815 Arbitrage : Mark Clattenburg |
| 16:00 BST         | Rapport      |     |                                                                        | Cardiff City Stadium Spectateurs : 27 815 Arbitrage : Mark Clattenburg | Cardiff City Stadium Spectateurs : 27 815 Arbitrage : Mark Clattenburg |

| 28 septembre 2013 | Fulham                  | 1-2 | Cardiff City                                        |                                                              |                                                              |
| 15:00 BST         | Ruiz 45e · Berbatov 64e |     | Caulker 12e · Théophile-Catherine 32e · Mutch 90+2e | Craven Cottage Spectateurs : 23 020 Arbitrage : Craig Pawson | Craven Cottage Spectateurs : 23 020 Arbitrage : Craig Pawson |
| 15:00 BST         | Rapport                 |     |                                                     | Craven Cottage Spectateurs : 23 020 Arbitrage : Craig Pawson | Craven Cottage Spectateurs : 23 020 Arbitrage : Craig Pawson |

| 5 octobre 2013 | Cardiff City                    | 1-2 | Newcastle United |                                                                    |                                                                    |
| 15:00 BST      | Odemwingie 58e · Gunnarsson 90e |     | Rémy 30e, 38e    | Cardiff City Stadium Spectateurs : 27 583 Arbitrage : Kevin Friend | Cardiff City Stadium Spectateurs : 27 583 Arbitrage : Kevin Friend |
| 15:00 BST      | Rapport                         |     |                  | Cardiff City Stadium Spectateurs : 27 583 Arbitrage : Kevin Friend | Cardiff City Stadium Spectateurs : 27 583 Arbitrage : Kevin Friend |

| 19 octobre 2013 | Chelsea                                            | 4-1 | Cardiff City                         |                                                                 |                                                                 |
| 15:00 BST       | Hazard 33e, 82e · Luiz 40e · Eto'o 66e · Oscar 78e |     | Mutch 10e · Cowie 45e · Marshall 54e | Stamford Bridge Spectateurs : 41 475 Arbitrage : Anthony Taylor | Stamford Bridge Spectateurs : 41 475 Arbitrage : Anthony Taylor |
| 15:00 BST       | Rapport                                            |     |                                      | Stamford Bridge Spectateurs : 41 475 Arbitrage : Anthony Taylor | Stamford Bridge Spectateurs : 41 475 Arbitrage : Anthony Taylor |

| 26 octobre 2013 | Norwich City | 0-0 | Cardiff City   |                                                         |                                                         |
| 15:00 BST       | Tettey 58e   |     | Odemwingie 22e | Carrow Road Spectateurs : 26 846 Arbitrage : Mike Jones | Carrow Road Spectateurs : 26 846 Arbitrage : Mike Jones |
| 15:00 BST       | Rapport      |     |                | Carrow Road Spectateurs : 26 846 Arbitrage : Mike Jones | Carrow Road Spectateurs : 26 846 Arbitrage : Mike Jones |

| 3 novembre 2013 | Cardiff City                  | 1-0 | Swansea City |                                                                 |                                                                 |
| 16:00 GMT       | Caulker 62e · Whittingham 86e |     | Vorm 90+1e   | Cardiff City Stadium Spectateurs : 27 463 Arbitrage : Mike Dean | Cardiff City Stadium Spectateurs : 27 463 Arbitrage : Mike Dean |
| 16:00 GMT       | Rapport                       |     |              | Cardiff City Stadium Spectateurs : 27 463 Arbitrage : Mike Dean | Cardiff City Stadium Spectateurs : 27 463 Arbitrage : Mike Dean |

| 9 novembre 2013 | Aston Villa            | 2-0 | Cardiff City |                                                             |                                                             |
| 15:00 GMT       | Bacuna 76e · Kozák 84e |     |              | Villa Park Spectateurs : 35 809 Arbitrage : Martin Atkinson | Villa Park Spectateurs : 35 809 Arbitrage : Martin Atkinson |
| 15:00 GMT       | Rapport                |     |              | Villa Park Spectateurs : 35 809 Arbitrage : Martin Atkinson | Villa Park Spectateurs : 35 809 Arbitrage : Martin Atkinson |

| 24 novembre 2013 | Cardiff City                                                                                     | 2-2 | Manchester United                         |                                                                      |                                                                      |
| 16:00 GMT        | Campbell 33e · Caulker 51e · Whittignham 54e · Bo-kyung 90+1e, 90+2e · Théophile-Catherine 90+3e |     | Rooney 7e, 15e · Évra 45e · Cleverley 87e | Cardiff City Stadium Spectateurs : 28 016 Arbitrage : Neil Swarbrick | Cardiff City Stadium Spectateurs : 28 016 Arbitrage : Neil Swarbrick |
| 16:00 GMT        | Rapport                                                                                          |     |                                           | Cardiff City Stadium Spectateurs : 28 016 Arbitrage : Neil Swarbrick | Cardiff City Stadium Spectateurs : 28 016 Arbitrage : Neil Swarbrick |

| 30 novembre 2013 | Cardiff City | 0-3 | Arsenal                                                       |                                                                 |                                                                 |
| 15:00 GMT        |              |     | Ramsey 29e, 90+3e, 89e · Gibbs 33e · Arteta 79e · Flamini 86e | Cardiff City Stadium Spectateurs : 27 948 Arbitrage : Lee Mason | Cardiff City Stadium Spectateurs : 27 948 Arbitrage : Lee Mason |
| 15:00 GMT        | Rapport      |     |                                                               | Cardiff City Stadium Spectateurs : 27 948 Arbitrage : Lee Mason | Cardiff City Stadium Spectateurs : 27 948 Arbitrage : Lee Mason |

| 3 décembre 2013 | Stoke City            | 0-0 | Cardiff City              |                                                                   |                                                                   |
| 19:45 GMT       | Adam 34e · Crouch 60e |     | Campbell 60e · Turner 87e | Britannia Stadium Spectateurs : 25 014 Arbitrage : Michael Oliver | Britannia Stadium Spectateurs : 25 014 Arbitrage : Michael Oliver |
| 19:45 GMT       | Rapport               |     |                           | Britannia Stadium Spectateurs : 25 014 Arbitrage : Michael Oliver | Britannia Stadium Spectateurs : 25 014 Arbitrage : Michael Oliver |

| 7 décembre 2013 | Crystal Palace          | 2-0 | Cardiff City |                                                           |                                                           |
| 15:00 GMT       | Jerome 6e · Chamakh 57e |     |              | Selhurst Park Spectateurs : 23 705 Arbitrage : Mike Jones | Selhurst Park Spectateurs : 23 705 Arbitrage : Mike Jones |
| 15:00 GMT       | Rapport                 |     |              | Selhurst Park Spectateurs : 23 705 Arbitrage : Mike Jones | Selhurst Park Spectateurs : 23 705 Arbitrage : Mike Jones |

| 14 décembre 2013 | Cardiff City                            | 1-0 | West Bromwich Albion |                                                            |                                                            |
| 15:00 GMT        | Medel 36e · Mutch 63e · Whittingham 65e |     | Jones 51e            | Cardiff City Stadium Spectateurs : 26 632 Arbitrage : Webb | Cardiff City Stadium Spectateurs : 26 632 Arbitrage : Webb |
| 15:00 GMT        | Rapport                                 |     |                      | Cardiff City Stadium Spectateurs : 26 632 Arbitrage : Webb | Cardiff City Stadium Spectateurs : 26 632 Arbitrage : Webb |

| 21 décembre 2013 | Liverpool                                        | 3-1 | Cardiff City |                                                      |                                                      |
| 15:00 GMT        | Suárez 25e, 45e · Škrtel 41e · Sterling 42e, 72e |     | Mutch 58e    | Anfield Spectateurs : 44 621 Arbitrage : Lee Probert | Anfield Spectateurs : 44 621 Arbitrage : Lee Probert |
| 15:00 GMT        | Rapport                                          |     |              | Anfield Spectateurs : 44 621 Arbitrage : Lee Probert | Anfield Spectateurs : 44 621 Arbitrage : Lee Probert |

| 26 décembre 2013 | Cardiff City | 0-3 | Southampton                                                    |                                                                      |                                                                      |
| 15:00 GMT        | Noone 22e    |     | Rodriguez 14e, 20e · Shaw 25e · Lambert 27e · Schneiderlin 48e | Cardiff City Stadium Spectateurs : 27 929 Arbitrage : Andre Marriner | Cardiff City Stadium Spectateurs : 27 929 Arbitrage : Andre Marriner |
| 15:00 GMT        | Rapport      |     |                                                                | Cardiff City Stadium Spectateurs : 27 929 Arbitrage : Andre Marriner | Cardiff City Stadium Spectateurs : 27 929 Arbitrage : Andre Marriner |

| 28 décembre 2013 | Cardiff City                                                | 2-2 | Sunderland                                                   |                                                                 |                                                                 |
| 17:30 GMT        | Mutch 1e, 6e · Campbell 58e, 68e · Bo-Kyung 58e · Cowie 90e |     | Cattermole 19e · Bardsley 60e · Fletcher 83e · Colback 90+5e | Cardiff City Stadium Spectateurs : 27 247 Arbitrage : Chris Foy | Cardiff City Stadium Spectateurs : 27 247 Arbitrage : Chris Foy |
| 17:30 GMT        | Rapport                                                     |     |                                                              | Cardiff City Stadium Spectateurs : 27 247 Arbitrage : Chris Foy | Cardiff City Stadium Spectateurs : 27 247 Arbitrage : Chris Foy |

| 1er janvier 2014 | Arsenal                                        | 2-0 | Cardiff City              |                                                                 |                                                                 |
| 15:00 GMT        | Mertesacker 28e · Bendtner 88e · Walcott 90+2e |     | Turner 55e · Marshall 60e | Emirates Stadium Spectateurs : 60 004 Arbitrage : Jonathan Moss | Emirates Stadium Spectateurs : 60 004 Arbitrage : Jonathan Moss |
| 15:00 GMT        | Rapport                                        |     |                           | Emirates Stadium Spectateurs : 60 004 Arbitrage : Jonathan Moss | Emirates Stadium Spectateurs : 60 004 Arbitrage : Jonathan Moss |

| 11 janvier 2014 | Cardiff City | 0-2 | West Ham United                                                                      |                                                                 |                                                                 |
| 15:00 GMT       | Medel 45+1e  |     | Cole 42e · McCartney 50e · Tomkins 61e, 72e · Johnson 70e · Diarra 90e · Noble 90+3e | Cardiff City Stadium Spectateurs : 27 750 Arbitrage : Lee Mason | Cardiff City Stadium Spectateurs : 27 750 Arbitrage : Lee Mason |
| 15:00 GMT       | Rapport      |     |                                                                                      | Cardiff City Stadium Spectateurs : 27 750 Arbitrage : Lee Mason | Cardiff City Stadium Spectateurs : 27 750 Arbitrage : Lee Mason |

| 18 janvier 2014 | Manchester City                                                            | 4-2 | Cardiff City               |                                                                |                                                                |
| 15:00 GMT       | Džeko 14e · Negredo 18e · Navas 33e · Kolarov 74e · Touré 76e · Agüero 79e |     | Noone 29e · Campbell 90+3e | Etihad Stadium Spectateurs : 47 213 Arbitrage : Neil Swarbrick | Etihad Stadium Spectateurs : 47 213 Arbitrage : Neil Swarbrick |
| 15:00 GMT       | Rapport                                                                    |     |                            | Etihad Stadium Spectateurs : 47 213 Arbitrage : Neil Swarbrick | Etihad Stadium Spectateurs : 47 213 Arbitrage : Neil Swarbrick |

| 28 janvier 2014 | Manchester United         | 2-0 | Cardiff City |                                                            |                                                            |
| 19:45 GMT       | Van Persie 6e · Young 59e |     | Bellamy 21e  | Old Trafford Spectateurs : 75 301 Arbitrage : Craig Pawson | Old Trafford Spectateurs : 75 301 Arbitrage : Craig Pawson |
| 19:45 GMT       | Rapport                   |     |              | Old Trafford Spectateurs : 75 301 Arbitrage : Craig Pawson | Old Trafford Spectateurs : 75 301 Arbitrage : Craig Pawson |

| 1er février 2014 | Cardiff City                        | 2-1 | Norwich City                                                |                                                                        |                                                                        |
| 15:00 GMT        | Bellamy 49e · Jones 51e · Noone 59e |     | Snodgrass 5e, 90e · Bennett 13e · Elmander 24e · Tettey 32e | Cardiff City Stadium Spectateurs : 26 748 Arbitrage : Mark Clattenburg | Cardiff City Stadium Spectateurs : 26 748 Arbitrage : Mark Clattenburg |
| 15:00 GMT        | Rapport                             |     |                                                             | Cardiff City Stadium Spectateurs : 26 748 Arbitrage : Mark Clattenburg | Cardiff City Stadium Spectateurs : 26 748 Arbitrage : Mark Clattenburg |

| 8 février 2014 | Swansea City                        | 3-0 | Cardiff City |                                                                 |                                                                 |
| 17:30 GMT      | Routledge 47e · Dyer 79e · Bony 85e |     |              | Liberty Stadium Spectateurs : 20 402 Arbitrage : Andre Marriner | Liberty Stadium Spectateurs : 20 402 Arbitrage : Andre Marriner |
| 17:30 GMT      | Rapport                             |     |              | Liberty Stadium Spectateurs : 20 402 Arbitrage : Andre Marriner | Liberty Stadium Spectateurs : 20 402 Arbitrage : Andre Marriner |

| 11 février 2014 | Cardiff City | 0-0 | Aston Villa |                                                                 |                                                                 |
| 19:45 GMT       |              |     |             | Cardiff City Stadium Spectateurs : 27 597 Arbitrage : Chris Foy | Cardiff City Stadium Spectateurs : 27 597 Arbitrage : Chris Foy |
| 19:45 GMT       | Rapport      |     |             | Cardiff City Stadium Spectateurs : 27 597 Arbitrage : Chris Foy | Cardiff City Stadium Spectateurs : 27 597 Arbitrage : Chris Foy |

| 22 février 2014 | Cardiff City | 0-4 | Hull City                                                     |                                                                   |                                                                   |
| 15:00 GMT       | Zaha 33e     |     | Huddlestone 18e · Jelavić 38e, 57e · Livermore 67e · Boyd 86e | Cardiff City Stadium Spectateurs : 26 167 Arbitrage : Howard Webb | Cardiff City Stadium Spectateurs : 26 167 Arbitrage : Howard Webb |
| 15:00 GMT       | Rapport      |     |                                                               | Cardiff City Stadium Spectateurs : 26 167 Arbitrage : Howard Webb | Cardiff City Stadium Spectateurs : 26 167 Arbitrage : Howard Webb |

| 2 mars 2014 | Tottenham Hotspur        | 1-0 | Cardiff City                            |                                                            |                                                            |
| 16:30 GMT   | Soldado 28e · Sandro 88e |     | Bo-kyung 12e · Bellamy 12e · Cala 90+5e | White Hart Lane Spectateurs : 35 312 Arbitrage : Phil Dowd | White Hart Lane Spectateurs : 35 312 Arbitrage : Phil Dowd |
| 16:30 GMT   | Rapport                  |     |                                         | White Hart Lane Spectateurs : 35 312 Arbitrage : Phil Dowd | White Hart Lane Spectateurs : 35 312 Arbitrage : Phil Dowd |

| 8 mars 2014 | Cardiff City                                        | 3-1 | Fulham     |                                                                       |                                                                       |
| 15:00 GMT   | Caulker 45e, 67e · Bo-Kuyng 12e · Riether 71e (csc) |     | Holtby 59e | Cardiff City Stadium Spectateurs : 29 796 Arbitrage : Martin Atkinson | Cardiff City Stadium Spectateurs : 29 796 Arbitrage : Martin Atkinson |
| 15:00 GMT   | Rapport                                             |     |            | Cardiff City Stadium Spectateurs : 29 796 Arbitrage : Martin Atkinson | Cardiff City Stadium Spectateurs : 29 796 Arbitrage : Martin Atkinson |

| 15 mars 2014 | Everton                                | 2-1 | Cardiff City                                                  |                                                           |                                                           |
| 15:00 GMT    | Osman 58e · Deulofeu 59e · Coleman 90e |     | Théophile-Catherine 45e · Medel 58e · Cala 68e · Campbell 76e | Goodison Park Spectateurs : 38 018 Arbitrage : Roger East | Goodison Park Spectateurs : 38 018 Arbitrage : Roger East |
| 15:00 GMT    | Rapport                                |     |                                                               | Goodison Park Spectateurs : 38 018 Arbitrage : Roger East | Goodison Park Spectateurs : 38 018 Arbitrage : Roger East |

| 22 mars 2014 | Cardiff City                                        | 3-6 | Liverpool                                                                                  |                                                                      |                                                                      |
| 15:00 GMT    | Mutch 9e, 88e · Campbell 25e · Cala 33e · Fábio 50e |     | Gerrard 2e · Suárez 18e, 60e, 90+6e · Škrtel 41e, 54e, 90+2e · Sturridge 75e · Allen 90+4e | Cardiff City Stadium Spectateurs : 28 018 Arbitrage : Neil Swarbrick | Cardiff City Stadium Spectateurs : 28 018 Arbitrage : Neil Swarbrick |
| 15:00 GMT    | Rapport                                             |     |                                                                                            | Cardiff City Stadium Spectateurs : 28 018 Arbitrage : Neil Swarbrick | Cardiff City Stadium Spectateurs : 28 018 Arbitrage : Neil Swarbrick |

| 29 mars 2014 | West Bromwich Albion                          | 3-3 | Cardiff City                                        |                                                               |                                                               |
| 15:00 GMT    | Amalfitano 2e · Dorrans 9e 64e · Thievy 90+4e |     | Mutch 31e · Caulker 73e · Bellamy 78e · Dæhli 90+5e | The Hawthorns Spectateurs : 25 661 Arbitrage : Michael Oliver | The Hawthorns Spectateurs : 25 661 Arbitrage : Michael Oliver |
| 15:00 GMT    | Rapport                                       |     |                                                     | The Hawthorns Spectateurs : 25 661 Arbitrage : Michael Oliver | The Hawthorns Spectateurs : 25 661 Arbitrage : Michael Oliver |

| 5 avril 2014 | Cardiff City           | 0-3 | Crystal Palace                                              |                                                                 |                                                                 |
| 15:00 BST    | Turner 68e · Medel 70e |     | Puncheon 31e, 88e · Jerome 35e · Ward 38e · Ledley 71e, 78e | Cardiff City Stadium Spectateurs : 27 687 Arbitrage : Phil Dowd | Cardiff City Stadium Spectateurs : 27 687 Arbitrage : Phil Dowd |
| 15:00 BST    | Rapport                |     |                                                             | Cardiff City Stadium Spectateurs : 27 687 Arbitrage : Phil Dowd | Cardiff City Stadium Spectateurs : 27 687 Arbitrage : Phil Dowd |

| 12 avril 2014 | Southampton | 0-1 | Cardiff City |                                                                  |                                                                  |
| 15:07 BST     |             |     | Cala 65e     | St Mary's Stadium Spectateurs : 30 526 Arbitrage : Jonathan Moss | St Mary's Stadium Spectateurs : 30 526 Arbitrage : Jonathan Moss |
| 15:07 BST     | Rapport     |     |              | St Mary's Stadium Spectateurs : 30 526 Arbitrage : Jonathan Moss | St Mary's Stadium Spectateurs : 30 526 Arbitrage : Jonathan Moss |

| 19 avril 2014 | Cardiff City                                  | 1-1 | Stoke City                                                         |                                                                   |                                                                   |
| 15:00 BST     | Whittingham 51e (pen.) · Mutch 66e · Cala 74e |     | Arnautović 45+3e (pen.) · Odemwingie 48e · Nzonzi 52e · Crouch 85e | Cardiff City Stadium Spectateurs : 27 686 Arbitrage : Howard Webb | Cardiff City Stadium Spectateurs : 27 686 Arbitrage : Howard Webb |
| 15:00 BST     | Rapport                                       |     |                                                                    | Cardiff City Stadium Spectateurs : 27 686 Arbitrage : Howard Webb | Cardiff City Stadium Spectateurs : 27 686 Arbitrage : Howard Webb |

| 27 avril 2014 | Sunderland | 4-0 | Cardiff City                             |                                                             |                                                             |
| 12:00 BST     | Wickham 26e, 86e · Vergini 37e · Borini 45+1e (pen.), 88e · Larsson 54e · Giaccherini 76e, 77e · Gardner 90+4e |     | Mutch 37e · Medel 39e · Cala · Fábio 53e | Stadium of Light Spectateurs : 42 397 Arbitrage : Phil Dowd | Stadium of Light Spectateurs : 42 397 Arbitrage : Phil Dowd |
| 12:00 BST     | Rapport |     |                                          | Stadium of Light Spectateurs : 42 397 Arbitrage : Phil Dowd | Stadium of Light Spectateurs : 42 397 Arbitrage : Phil Dowd |

| 3 mai 2014 | Newcastle                                              | 3-0 | Cardiff City |                                                                 |                                                                 |
| 15:00 BST  | Sh. Ameobi 18e · Debuchy 68e · Rémy 87e · Taylor 90+1e |     |              | St James' Park Spectateurs : 50 239 Arbitrage : Martin Atkinson | St James' Park Spectateurs : 50 239 Arbitrage : Martin Atkinson |
| 15:00 BST  | Rapport                                                |     |              | St James' Park Spectateurs : 50 239 Arbitrage : Martin Atkinson | St James' Park Spectateurs : 50 239 Arbitrage : Martin Atkinson |

| 11 mai 2014 | Cardiff City                            | 1-2 | Chelsea                                           |                                                                      |                                                                      |
| 15:00 BST   | Azpilicueta 15e (csc) · Whittingham 51e |     | Mikel 33e · Schürrle 72e · Torres 75e · Matic 88e | Cardiff City Stadium Spectateurs : 27 716 Arbitrage : Michael Oliver | Cardiff City Stadium Spectateurs : 27 716 Arbitrage : Michael Oliver |
| 15:00 BST   | Rapport                                 |     |                                                   | Cardiff City Stadium Spectateurs : 27 716 Arbitrage : Michael Oliver | Cardiff City Stadium Spectateurs : 27 716 Arbitrage : Michael Oliver |

### FA Cup (Coupe d'Angleterre)
| 4 janvier 2014 | Newcastle              | 1-2 | Cardiff City                              |                                                                |                                                                |
| 15:00 GMT      | Cissé 62e · Taylor 69e |     | Gunnarsson 42e · Noone 73e · Campbell 80e | St James' Park Spectateurs : 31 166 Arbitrage : Anthony Taylor | St James' Park Spectateurs : 31 166 Arbitrage : Anthony Taylor |
| 15:00 GMT      | Rapport (en)           |     |                                           | St James' Park Spectateurs : 31 166 Arbitrage : Anthony Taylor | St James' Park Spectateurs : 31 166 Arbitrage : Anthony Taylor |

| 25 janvier 2014 | Bolton Wanderers                                    | 0-1 | Cardiff City                               |                                                               |                                                               |
| 15:00 GMT       | Lee 12e · Danns 37e · Spearing 84e · Baptiste 90+3e |     | Campbell 50e, 90+3e · Hudson 81e · Kim 86e | Macron Stadium Spectateurs : 12 750 Arbitrage : Jonathan Ross | Macron Stadium Spectateurs : 12 750 Arbitrage : Jonathan Ross |
| 15:00 GMT       | Rapport                                             |     |                                            | Macron Stadium Spectateurs : 12 750 Arbitrage : Jonathan Ross | Macron Stadium Spectateurs : 12 750 Arbitrage : Jonathan Ross |

| 15 février 2014 | Cardiff City | 1-2 | Wigan Athletic                                |                                                                       |                                                                       |
| 15:00 GMT       | Campbell     |     | McCann 18e, 73e · Watson 40e · Beausejour 65e | Cardiff City Stadium Spectateurs : 17 123 Arbitrage : Martin Atkinson | Cardiff City Stadium Spectateurs : 17 123 Arbitrage : Martin Atkinson |
| 15:00 GMT       | Rapport      |     |                                               | Cardiff City Stadium Spectateurs : 17 123 Arbitrage : Martin Atkinson | Cardiff City Stadium Spectateurs : 17 123 Arbitrage : Martin Atkinson |

### League Cup (Coupe de la Ligue)
| 28 août 2013 | Accrington Stanley     | 0-2 | Cardiff City                           |              |              |
| 19:45 BST    | Liddle 40e · Clark 71e |     | Maynard 61e · Gestede 62e · Conway 81e | Crown Ground | Crown Ground |
| 19:45 BST    | Rapport                |     |                                        | Crown Ground | Crown Ground |

| 24 septembre 2013 | West Ham United                       | 3-2 | Cardiff City               |                                                           |                                                           |
| 19:45 BST         | Morrison 1re · Jarvis 8e · Vaz Tê 88e |     | Noone 45e · Odemwingie 76e | Boleyn Ground Spectateurs : 18 611 Arbitrage : Roger East | Boleyn Ground Spectateurs : 18 611 Arbitrage : Roger East |
| 19:45 BST         | Rapport                               |     |                            | Boleyn Ground Spectateurs : 18 611 Arbitrage : Roger East | Boleyn Ground Spectateurs : 18 611 Arbitrage : Roger East |

## Résumé de la saison

### Résumé
| Matchs joués               | 43 (38 en Premier League, 3 en FA Cup, 2 en League Cup) |
| Matchs gagnés              | 10 (7 Premier League, 2 FA Cup, 1 League Cup)           |
| Matchs nuls                | 9 (9 Premier League, 0 FA Cup, 0 League Cup)            |
| Matchs perdus              | 24 (22 Premier League, 1 FA Cup, 1 League Cup)          |
| Buts marqués               | 40 (32 Premier League, 4 FA Cup, 4 League Cup)          |
| Buts encaissés             | 80 (74 Premier League, 3 FA Cup, 3 League Cup)          |
| Différence de buts         | -40                                                     |
| Matchs sans buts encaissés | 9 (7 Premier League, 1 FA Cup, 1 League Cup)            |
| Cartons jaunes             | 55 (50 Premier League, 4 FA Cup, 1 League Cup)          |
| Cartons rouges             | 1 (1 Premier League, 0 FA Cup, 0 League Cup)            |
| Plus de cartons            | Ben Turner (6 , 0 )                                     |
| Meilleur résultat          | 3-1 (contre Fulham)                                     |
| Pire résultat              | 0-4 (contre Hull City et Sunderland)                    |
| Plus d'apparitions         | Fraizer Campbell, David Marshall (40)                   |
| Meilleur buteur            | Fraizer Campbell (9 buts)                               |
| Points                     | 30                                                      |

### Revue des scores
| Adversaire           | Score à domicile | Score à l'extérieur | Doublé |
| -------------------- | ---------------- | ------------------- | ------ |
| Arsenal              | 0–3              | 0–2                 | Non    |
| Aston Villa          | 0–0              | 0–2                 | Non    |
| Chelsea              | 1–2              | 1–4                 | Non    |
| Crystal Palace       | 0–3              | 0–2                 | Non    |
| Everton              | 0–0              | 1–2                 | Non    |
| Fulham               | 3–1              | 2–1                 | Oui    |
| Hull City            | 0–4              | 1–1                 | Non    |
| Liverpool            | 3–6              | 1–3                 | Non    |
| Manchester City      | 3–2              | 2–4                 | Non    |
| Manchester United    | 2–2              | 0–2                 | Non    |
| Newcastle United     | 1–2              | 0–3                 | Non    |
| Norwich City         | 2–1              | 0–0                 | Non    |
| Southampton          | 0–3              | 1–0                 | Non    |
| Stoke City           | 1–1              | 0–0                 | Non    |
| Sunderland           | 2–2              | 0–4                 | Non    |
| Swansea City         | 1-0              | 0–3                 | Non    |
| Tottenham Hotspur    | 0–1              | 0–1                 | Non    |
| West Bromwich Albion | 1-0              | 3–3                 | Non    |
| West Ham United      | 0–2              | 0–2                 | Non    |